# Sorsogon City
Sorsogon City ist eine Component City und Hauptstadt der philippinischen Provinz Sorsogon in der Verwaltungsregion V, Bicol. Sie hat 168.110 Einwohner (Zensus 1. August 2015), die in 64 Barangays leben. Sorsogon City erhielt am 16. Dezember 2000 den Status einer Großstadt auf den Philippinen verliehen. 
Die Stadt ist bekannt als das Tor zu den südlichen Philippinen. Sie ist eine wichtige Hafenstadt für Fähren, die Passagiere, Busse und LKW von der Insel Samar auf die Insel Luzon übersetzen. Die Stadt ist damit ein wichtiger Verbindungsknoten auf dem Marharlika Highway. Das Gebiet, in dem Sorsogon City liegt, ist ein altes Siedlungsgebiet in der südlichen Bicol-Region. In einer Höhle in Bacon wurden 3.000 Jahre alte Artefakte und Siedlungsspuren gefunden.

## Geografie
Sorsogon City liegt ca. 368 km südöstlich der Hauptstadt der Philippinen Manila. Im Norden grenzt die Stadt an den Golf von Albay und im Südwesten an die Bucht von Sorsogon. Ihre Nachbargemeinden sind Casiguran im Süden, Prieto Diaz und Gubat im Osten, Castilla im Westen und im Nordwesten grenzt sie an die Gemeinde Manito in der Provinz Albay. 
Die Topographie der Stadt unterteilt sich in vier unterschiedliche Geländeformen. Im Nordwesten liegen die schroff aus der Ebene aufragenden Pocdolberge, die eine Höhe von 1.102 Metern erreichen und durch langanhaltende vulkanische Aktivitäten entstanden. In ihm liegt das große, kommerziell genutzte Bacon-Manito-Thermalquellenfeld mit mindestens einem aktiven Geysir. Die anderen Geländeformen sind kleinere, höher gelegene Plateaus, große Flachlandebenen und an den Küsten ausgedehnte Marschgebiete.

## Sehenswürdigkeiten
Im Pnoc-Ecopark liegen auf einer Fläche von 251 km² große Waldbestände. Er liegt im Gebiet des Bacon-Manito-Gebirges. In dem Park liegen die Botong-Zwillingswasserfälle und die beiden Geothermie-Kraftwerke Bacon-Manito I und II. Die Paguriran-Insel liegt im Distrikt Bacon, im Zentrum der Insel liegt eine flache Lagune. Um die Insel wurde das Bacon-Marine-Sanctuary zum Schutz der Meeresfauna und Flora eingerichtet. 

## Baranggays
| - Abuyog - Almendras-Cogon (Pob.) - Balogo - Barayong - Basud - Bibincahan - Bitan-o/Dalipay (Pob.) - Bucalbucalan - Buenavista - Buhatan - Bulabog - Burabod (Pob.) - Cabid-An - Cambulaga - Capuy - Gimaloto - Guinlajon - Macabog - Marinas - Pamurayan - Pangpang - Panlayaan - Peñafrancia - Piot (Pob.) | - Polvorista (Pob.) - Rizal - Salog (Pob.) - Salvacion - Sampaloc (Pob.) - San Isidro - San Juan (Roro) - Sirangan (Pob.) - Sulucan (Pob.) - Talisay (Pob.) - Ticol - Tugos - Balete - Balogo - Bato - Bon-Ot - Bogña - Buenavista - Cabarbuhan - Caricaran - Del Rosario - Gatbo - Jamislagan - Maricrum - Osiao - Poblacion | - Rawis - Salvacion - San Isidro - San Juan - San Pascual - San Ramon - San Roque - San Vicente - Santa Cruz - Santa Lucia - Santo Domingo - Santo Niño - Sawanga - Sugod |

## Söhne und Töchter
- Carmelo Dominador Flores Morelos (1930–2016), katholischer Geistlicher, Erzbischof von Zamboanga